# Jane Mérey
Jane Mérey, née Marie Jeanne La Tour à Gand le 12 octobre 1872, est une artiste lyrique belge, cantatrice du Théâtre royal de la Monnaie et de l'Opéra-Comique.

## Biographie
Jane Mérey étudie le chant avec Carlotta Patti et Rosine Laborde à Paris. Elle débute à l'Opéra royal du château de Versailles en novembre 1893 dans le rôle titre de Lakmé. En mai 1894, elle participe à la création d'Aréthuse de Lucy de Montgomery à Monte-Carlo.
Elle est engagée au Théâtre royal de la Monnaie de Bruxelles où elle débute en 1894 dans le rôle titre de Mireille. Le 28 décembre 1895, elle y créé le rôle titre d'Évangéline de Xavier Leroux.
En 1897, elle épouse un jeune industriel, Armand Le Docte. Vite incommodé par des entraves à la vie conjugale, il lui interdit de se produire sur scène. Elle demande aussitôt le divorce.
Le 10 décembre 1897, elle débute à l'Opéra-Comique dans le rôle de Mireille et durant la saison 1898-1899, elle chante à l'Opéra national de Bordeaux. Armand Le Docte intente des procès aux directeurs de théâtre qui l'engagent malgré l'opposition qu'il manifeste.
La procédure de divorce poursuit son cours et Jane Merey obtient gain de cause. Le divorce est prononcé à Bruxelles, Belgique, le 26 juillet 1902,.
En 1903, alors qu'elle vient d'être engagée au Théâtre de la Monnaie de Bruxelles et devait commencer la saison 	dans Lakmé, son ex-mari armé d'un revolver tente de l'assassiner. Par chance, seule sa main est traversée par une balle. Néanmoins, la blessure requiert des soins, et elle est remplacée au pied levé par Lalla Miranda. Vite rétablie, elle poursuit son tour de chant de la saison 1903 - 1904, comme prévu en province, notamment à Bordeaux et Marseille.
À partir de 1906, elle se retire peu à peu. Elle enseigne le chant à Paris, rue Henri-Heine, puis 82 rue Mozart en 1908 et 7, cité du Retiro en 1924. Elle se produit également dans des représentations privés et des galas.
Remariée en 1908 à Arthur Valabrègue,, avocat inscrit au barreau de Nice avec lequel elle emménage à Menton, elle se consacre à la formation de nouveaux talents, auprès du Conservatoire de musique et de déclamation puis du Conservatoire municipal de chant et de déclamation lyrique de Menton et dans sa villa « La Fauvette », chemin  des Rlgaudis.
Pendant la Première Guerre mondiale, le 1er février 1916, Jane Mérey ouvre son école de chant aux réfugiés belges et serbes, et se rend avec ses nouveaux élèves dans les hôpitaux et les établissements de charité, chanter pour les victimes de la guerre.
En 1939, elle s'essaye à la composition avec un ballet, Le Mariage de Psyché, tiré de la version de De Moustiers (1792), d'après un conte de La Fontaine.
La date de son décès n'est pas précisément connue.